# Exo
EXO (укр. ексо, кор.— 엑소) — південнокорейсько-китайський хлопчачий гурт, сформований у 2011 році в Сеулі, Південна Корея. На цей момент гурт складається із 9 учасників: Сюмін, Сухо, Лей, Бекхьон, Чаньоль, Чен, ДіО, Кай та Сехун.
Спочатку група дебютувала з 12 учасниками, поділеними на Exo-K (Сухо, Бекхьон, Чаньоль, ДіО, Кай та Сехун) та Exo-M (Сюмін, Лей, Чен, Кріс, Лухан і Тао). В 2014—2015 роках Кріс, Лухан та Тао покинули групу на тлі юридичних баталій з SM Entertainment. Exo-K та Exo-M виконували музику корейською та мандаринською мовами, до випуску третього мініальбому Overdose у 2014 році. Відтоді Exo виступають виключно як один гурт. У 2016 році, Чен, Бекхьон та Сюмін дебютували в підгрупі Exo-CBX, а у 2019 році Сехун та Чаньоль дебютували як підгрупа Exo-SC. Також кожен учасник продовжує сольну кар'єру в музиці, кіно та телебаченні.
З 2014 по 2018 рік EXO входили до п'ятірки найвпливовіших знаменитостей у списку Forbes Korea Power Celebrity, а різні ЗМІ називали їх «королями к-попу» та «найбільшим бой-бендом у світі». Поза музикою учасники гурту рекламують такі бренди, як Nature Republic та Samsung, а також беруть участь у благодійних акціях, таких як Smile For U, проект SM Entertainment та ЮНІСЕФ, що розпочався у 2015 році.

## Назва
Назва походить від терміну екзопланета — планета, що розташована за межами Сонячної системи. Назва фандому — EXO-L (укр. ексо-л).

## Кар'єра

### Історія створення
У січні 2011 року Лі Су Ман анонсував дебют нового гурту у березні чи квітні 2012 року. Тимчасово гурт мав назву «М1». Незабаром виклали фото з танцювальної студії, де у гурті було 7 учасників.
У травні 2012 ж року Лі Су Ман на бізнес-семінарі у Стенфордському університеті, де розповів про концепцію: гурт поділявся на підгрупи М1 і М2, одна з них мала просуватися на корейському музичному ринку, а інша — на китайському, і у кожного треку, синглу, кліпу групи буде дві версії, китайська і корейська. Дебют відкладали через зміни в складі.
У грудні 2011 року було оголошено офіційну назву гурту — EXO, південнокорейська підгрупа мала назву — EXO-K (K від Korean), а китайська EXO-M (M від Mandarin).

### 2006—2012: Формування та ранні роки
У 2006 році Лідер Exo-K, Сухо, перший з гурту, приєднався до SM Entertainment. Наступного року, Кай, з підтримкою батька, пройшов прослуховування на конкурсі SM Youth Best Contes, переміг та підписав контракт. У 2008 році Чаньоль, який навчався в акторській академії, та Сехун, якого SM Entertainment помітили ще у віці тринадцяти років та який пройшов чотири прослуховування за останні два роки, стали наступними учасниками, що стали трейні. У 2010 році ДіО пройшов прослуховування та підписав контракт. У 2011 році, приєднався останній учасник Exo-K — Бекхьон, який приєднався через систему кастингу SM Entertainment та готувався приблизно рік до дебюту.
Лідер Exo-M, Кріс, пройшов прослуховування в 2008 році на глобальному кастингу SM Entertainment в Канаді, а згодом переїхав до Південної Кореї для підготовки.
У тому ж році Лея помітили на глобальному кастингу і згодом поїхав до Південної Кореї, в той час, як Сюмін був на кастингу разом зі своїм другом й посів друге місце.
У 2010 році Лухана помітив представник SM Entertainment, тож він пройшов прослуховування, в той час, як Тао відібрали на прослуховуваннях SM в Китаї, в Циндао.
У 2011 році, приєднався останній учасник Exo-M — Чен.
29 грудня 2011 року відбувся перший виступ гурту на щорічному заході SBS Gayo Daejeon.

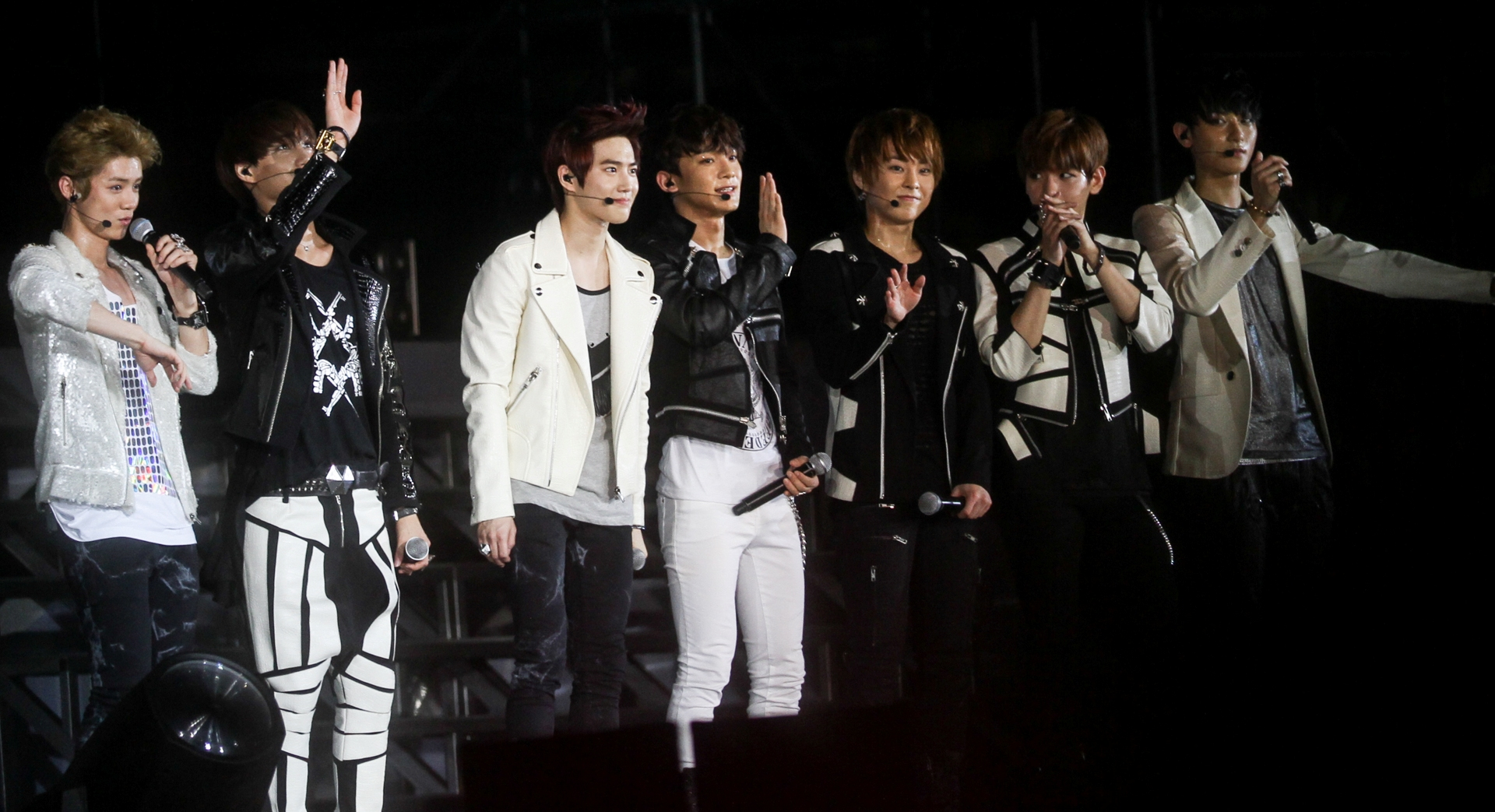
Exo у SM Town Live World Tour III в Сингапурі у листопаді 2012 року.

8 квітня 2012 року Exo-K і Exo-M дебютували з синглом «Mama», а 9 квітня вийшов мініальбом Mama. Обидві підгрупи просували альбом окремо: Exo-K виступили на південнокорейській музичній програмі Inkigayo, а Exo-M — того ж дня, на церемонії вручення нагород Top Chinese Music Awards у Шеньчжені. Корейська версія мініальбому зайняла перше місце в Gaon Album Chart та восьме місце у Billboard World Albums Chart, у той час як версія китайською мовою, заняла друге місце в чарті Sina Album Chart та перше на інших китайських платформах.
Також, до свого дебюту Exo випустили два сингли, «What Is Love» та «History», які посіли відповідно 88 та 68 місця в чарті Gaon та шосте місце в китаїському чарті Sina. Exo нагородили як найкращий новий азійський гурт на церемонії Mnet Asian Music Awards 2012 та отримали Newcomer Award на церемонії Golden Disc Awards.

### 2013—2014: Внутрішній прорив

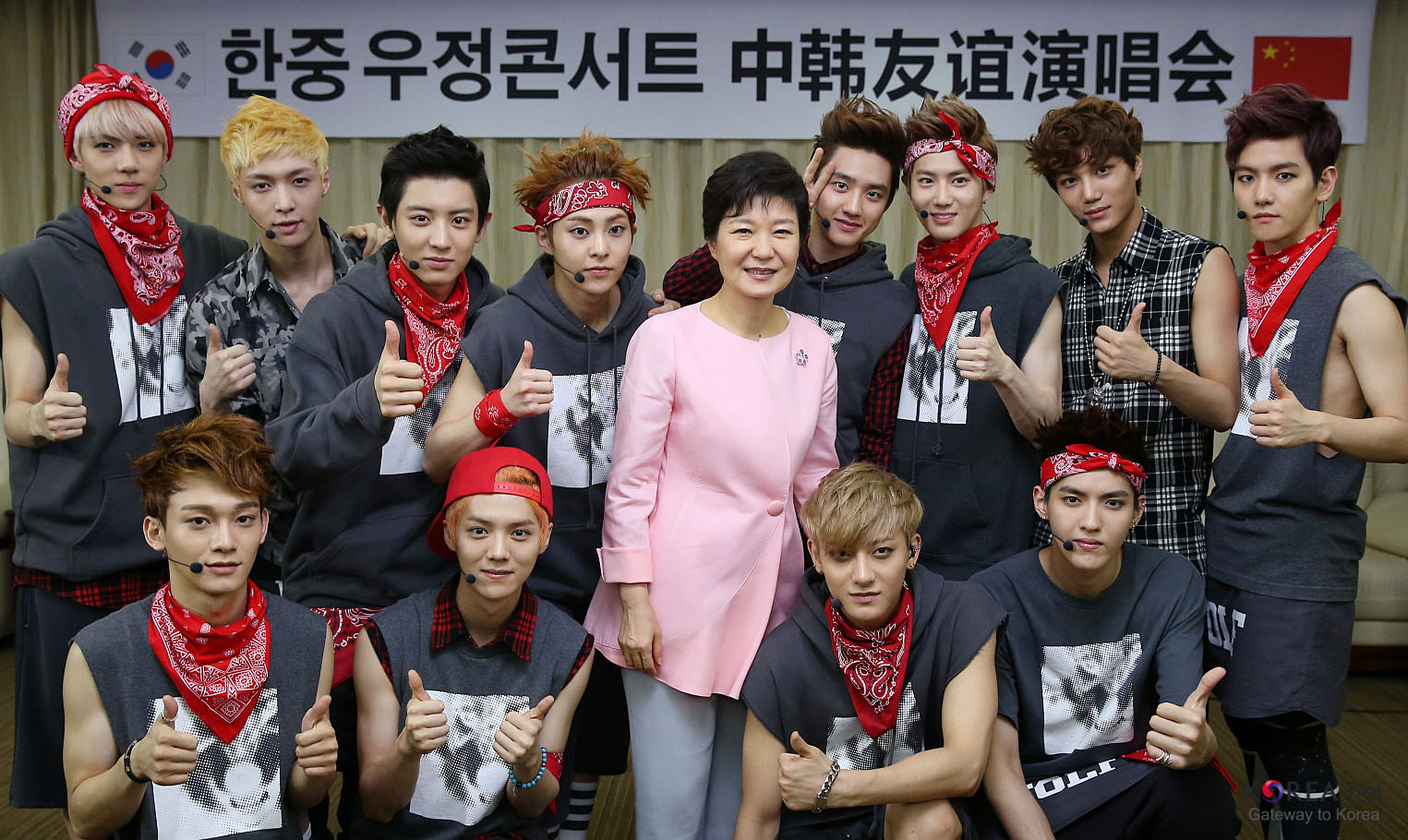
Exo з президенткою Південної Кореї — Пак Кин Хє у червні 2013 року.

3 червня 2013 року вийшов перший студійний альбом XOXO, у двох версіях: корейською та китайською мовами. Обидва підрозділи спільно просували альбом. Exo записали головний сингл «Wolf» разом, попри те, що решта треків записані окремо. 5 серпня 2013 року вийшло перевидання альбому під назвою Growl разом з трьома додатковими треками. Всі версії XOXO розпродали загальним тиражем понад мільйон копій, що зробило Exo першими південнокорейськими артистами за 12 років, що досягли цієї позначки. У грудні того ж року гурт випустив другий мініальбом, Miracles in December  - спеціальний зимовий альбом, з заглавним однойменним синглом. Перед релізом гурт просував альбом через своє перше реаліті-шоу Exo's Showtime прем'єра якого відбулася 28 листопада 2013 року. Після успіхів 2013 року Exo отримали кілька нагород: за «Growl» — «Song of the Year» на Melon Music Awards та за XOXO — «Album of the Year» на Mnet Asian Music Awards.
7 травня 2014 року вийшов третій мініальбом Exo — Overdose. Спочатку випуск запланували на 21 квітня, однак альбом затримали через аварію парома Sewol 16 квітня. Корейський варіант досяг 129 місця в чарті Billboard 200. Overdose став найбільш продаваним релізом 2014 року в Південній Кореї й першим мініальбомом, що очолив річний чарт. 22 грудня Exo випустили свій перший концертний альбом, Exology Chapter 1: The Lost Planet. Заглавний сингл альбому «December, 2014 (The Winter's Tale)» посів перше місце в чарті Gaon, ставши першим номером один для гурту. 15 травня 2014 року Кріс подав позов проти SM Entertainment з вимогою розірвати контракт. Він стверджував, що компанія нехтувала його здоров'ям та несправедливо розподіляла прибуток. 24 травня гурт розпочав свій перший хедлайнерський тур «Exo from Exoplanet 1 — The Lost Planet» на Olympic Gymnastics Arena. Квитки на концерт розпродали за 1.47 секунду, побивши рекорд найшвидшого розпродажу квитків на концерт корейського артиста.
10 жовтня Лухан також подав позов проти SM Entertainment з вимогою розірвати контракт, посилаючись на проблеми зі здоров'ям та інше ставлення до нього, аніж до корейських учасників гурту.

### 2015: Зростаюча популярність та японський дебют

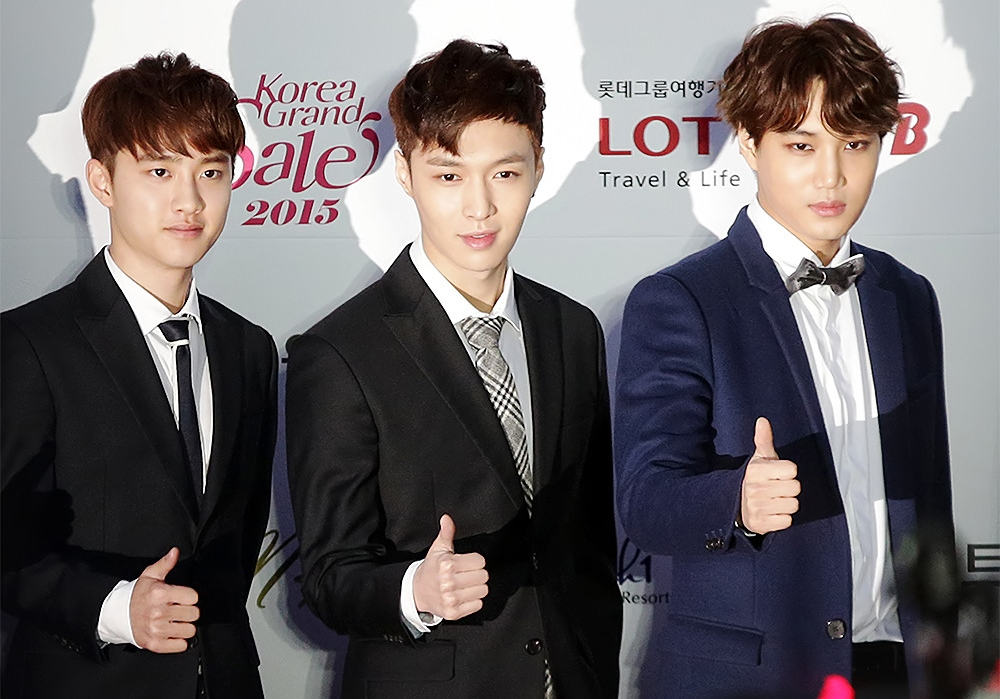
Зліва-направо: ДіО, Лей та Кай на 24ій Seoul Music Awards у січні 2015 року.

7 березня 2015 року на Olympic Gymnastics Arena в Сеулі, Exo розпочали другий хедлайнерський світовий тур — Exoplanet 2 — The Exo'luxion. 30 березня 2015 року гурт випустив другий студійний альбом — Exodus, з корейською та китайською версіями. Титульний сингл «Call Me Baby» випустили достроково, 27 березня, після того, як чистина пісні потрапила в Інтернет, а чотирма днями пізніше випустили музичні відео. Альбом продали тиражем понад мільйон копій, що зробило його другим найпопулярнішим альбомом Exo після XOXO. Гурт потрапив на 98 місце в Billboard's Canadian Hot 100, що зробило їх першою кпоп групою та другим корейським артистом, що потрапив туди. 3 червня 2015 року Exo випустили оновлену версію Exodus з назвою Love Me Right. У перевиданні додали чотири нові пісні, в тому числі сингл «Love Me Right». Тао був відсутній через травми під час просування Exodus та 24 серпня став третім учасником, який подав позов проти SM про розірвання контракту. У жовтні того ж року Exo стали першими артистами, що провели концерт на стадіоні Gocheok Sky Dome під назвою Exo — Love Concert in Dome.
4 листопада 2015 року Exo випустили свій дебютний японський сингл — Love Me Right ~romantic universe~, що включав японську версію «Love Me Right» та оригінальну пісню — «Drop That». У день релізу альбом розійшовся накладом 147,000 копій та очолив чарт Oricon, ставши найбільш продаваним дебютним синглом корейського виконавця в Японії за всю історію. П'ять днів потому гурт випустив спеціальний сингл — «Lightsaber», на підтримку «Зоряні війни: Пробудження Сили»; перед виходом фільму в Південній Кореї у рамках співпраці між SM Entertainment та Walt Disney. 10 грудня Exo випустили свій другий спеціальний зимовий реліз та четвертий мініальбом Sing for You, у який увійшли сингли «Sing for You» та «Unfair». Частину прибутку від продажу альбому передали кампанії ЮНІСЕФ «Smile For U» на підтримку музичної освіти для дітей в Азії.
У грудні 2015 року лідери південнокорейської індустрії розваг оцінили Ехо на сьоме місце у десятці лідерів поп-культури 2015 року, що було найвищим званням для кпоп артиста.

### 2016—2017: Подальший успіх та соло учасників

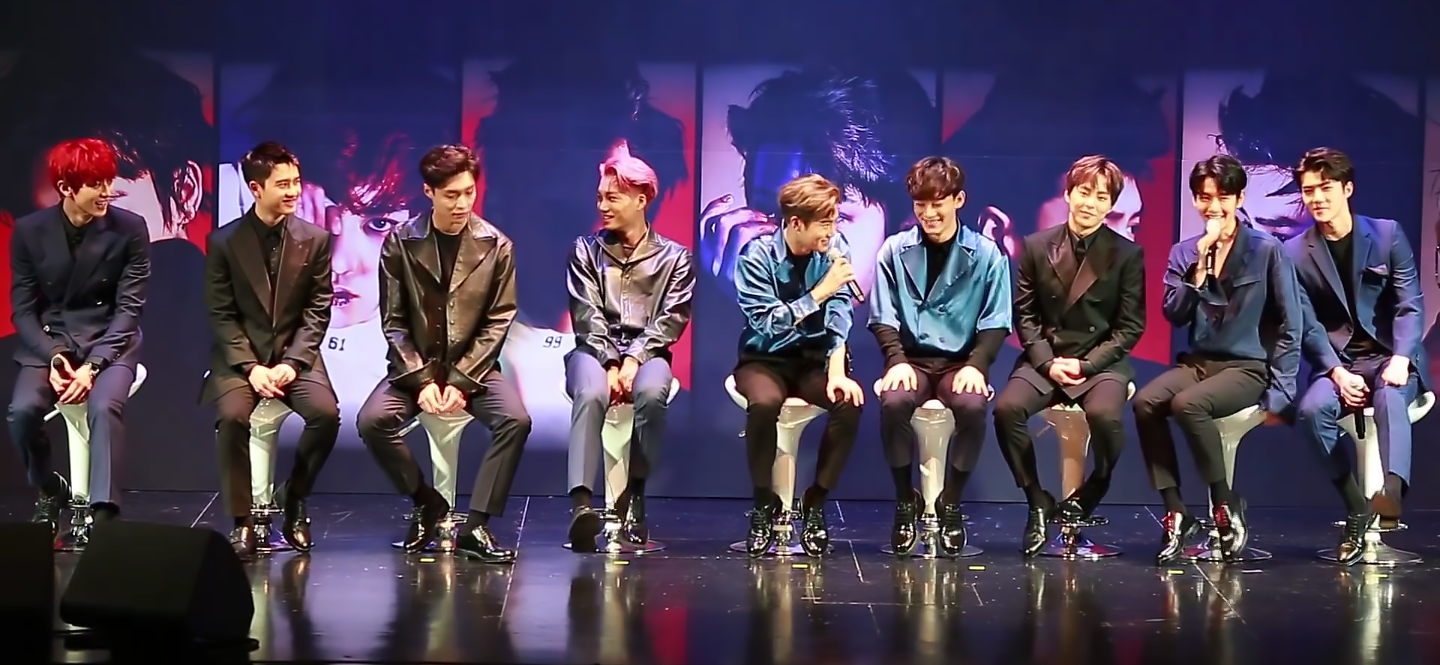
Exo на пресконференції з приводу випуску Ex'act у червні 2016 року.

9 червня 2016 року вийшов третій студійний альбом Ex'Act та титульні сингли — «Lucky One» та «Monster» в корейській та китайській версіях. Альбом побив рекорд за кількістю продажів між корейських альбомів за перший тиждень, що раніше встановив четвертий мініальбом гурту — Sing For You. «Monster» заняв перше місце у чарті Billboard World Digital Songs. 18 серпня вийшла оновлене видання альбому — Lotto, до якого додали чотири нові пісні, в тому числі однойменний сингл. За два місяця з моменту релізу обидва видання разом продали тиражем понад 1,17 мільйона копій, що зробило Ex'Act третім альбомом-мільйонником Exo та принесло гурту титул «тримільйонника».
21 липня 2016 року врегульовали контрактні претензії між Крісом та Луханом й SM Entertainment, і обидва учасники покинули гурт. 22 липня Exo розпочали свій третій хедлайнерський тур — Exoplanet 3 — The Exo'rdium, в рамках якого провели рекордні шість концертів поспіль на Olympic Gymnastics Arena.

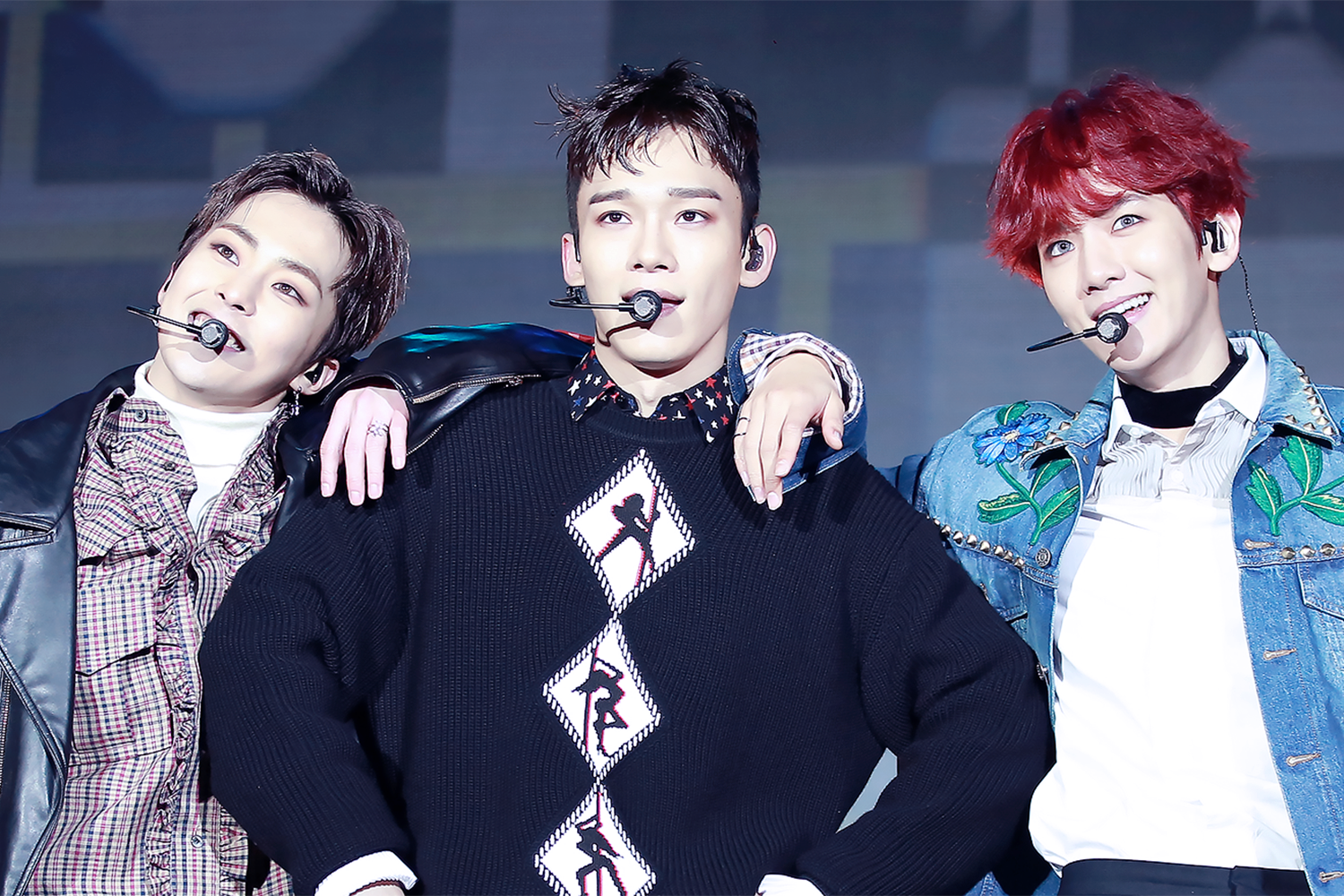
Exo-CBX на своєму дебютному концерті в Сеулі 31 жовтня 2016 року.

Наприкінці 2016 року учасники гурту зосередились на просуванні сольних кар'єр. 28 жовтня Лей випустив свій дебютний мініальбом Lose Control. 31 жовтня Чен, Бекхьон та Сюмін дебютували в першому саб-юніті гурту, Exo-CBX, випустивши перший мініальбом Hey Mama!.
7 грудня 2016 року Exo випустили другий японський сингл «Coming Over». Розпроданий тиражем понад 158,000 копій, він досяг другого місця в чарті Oricon й став другим японським синглом гурту, що отримав платиновий сертифікат від японської асоціації звукозаписувальних компаній. 19 грудня вийшов третій зимовий реліз Exo й п'ятий мініальбом — For Life.

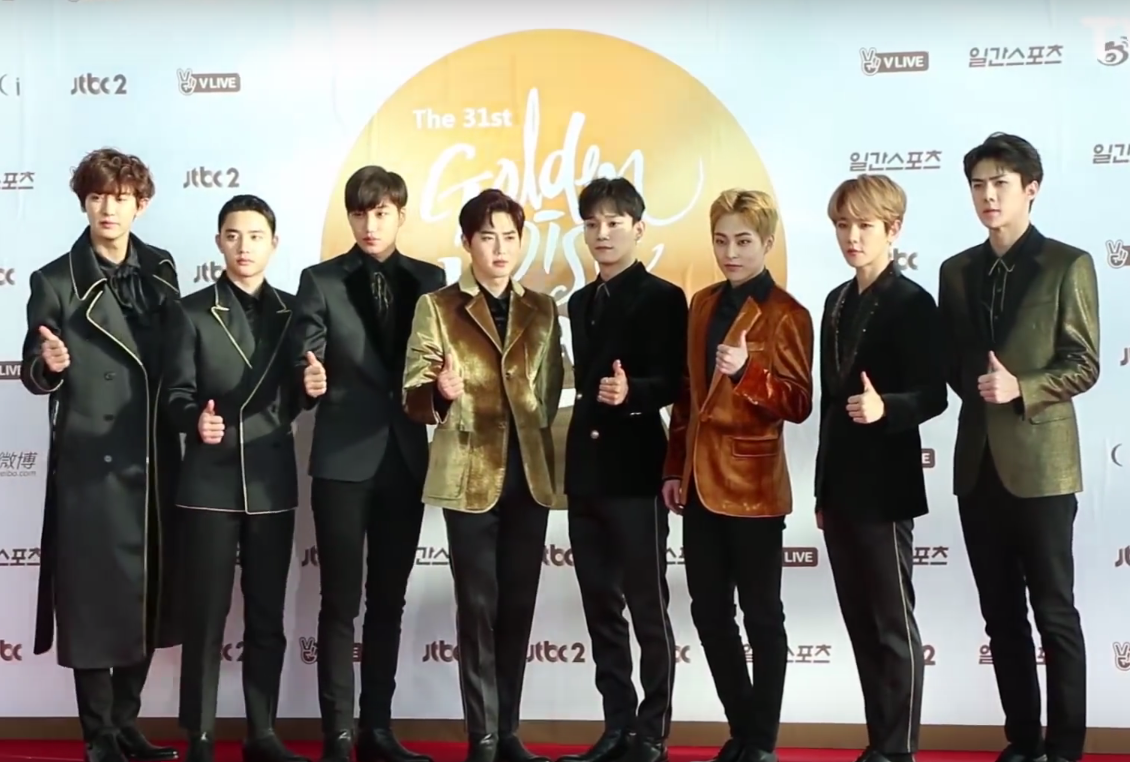
Exo на червоній доріжці Golden Disk Awards у січні 2017 року.

28 травня 2017 року тур завершився на Олімпійському стадіоні Сеула, найбільшому стадіоні Південної Кореї. Завдяки цьому туру загальна кількість концертів гурту перевищила 100. У червні 2017 року Лей оголосив, що не братиме участі у записі наступного альбому гурту й замість цього зосередиться на своїй акторській кар'єрі.

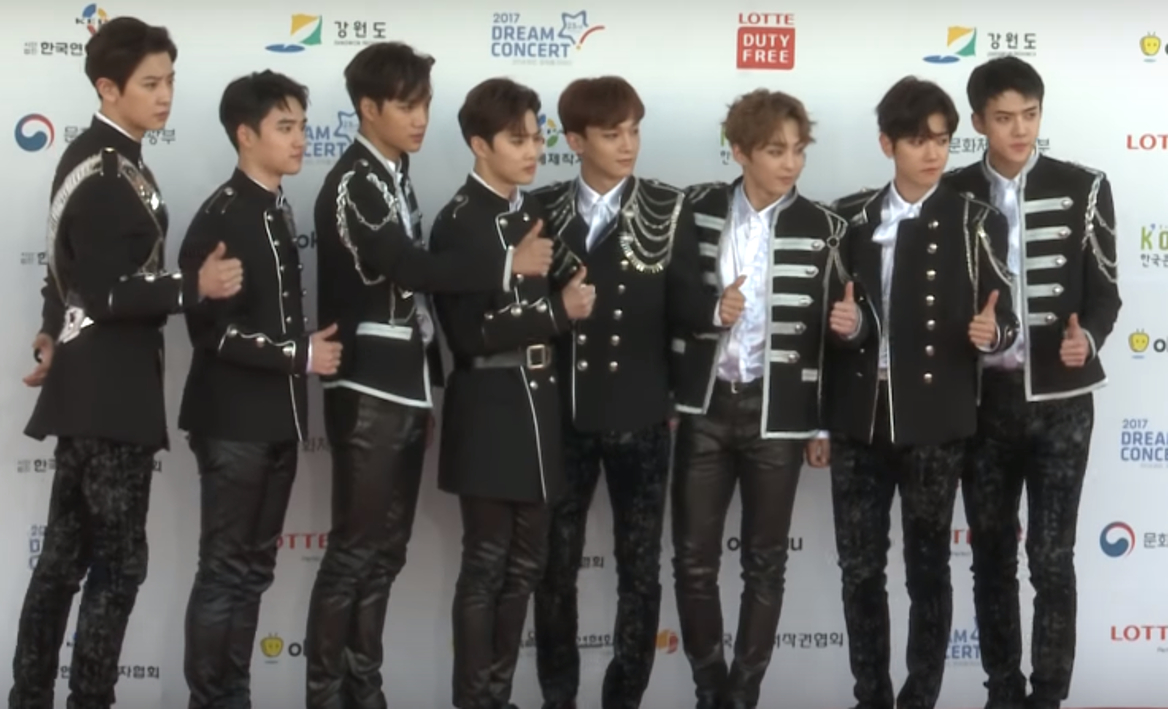
Exo на концерті Dream у червні 2017 року.

18 липня 2017 року вийшов четвертий студійний альбом Exo — The War. Альбом зібрав 807,235 пред-замовлень, що перевершило власний рекорд гурту у Ex'Act - 660,000. 29 серпня 2018 року видання Книги рекордів Гіннеса назвали Exo переможцями в номінації «Most Daesang» на церемонії Mnet Asian Music Awards. 5 вересня гурт випустив оновлене видання альбому The War — The War: The Power of Music. У перевиданні додали три нові пісні, разом з синглом «Power». Exo розпочали свій третій світовий тур — Exo Planet #4 — The Elyxion, починаючи з 24 листопада — три ночі поспіль у Gocheok Sky Dome (Сеул). Станом на 30 листопада продажі «The War» у Південній Кореї досягли майже 1.6 мільйонів копій, що зробило його найбільш продаваним альбомом Exo на той час та принесло гурту звання «чотиримільйонника» від ЗМІ. На початку грудня Exo анонсували четвертий спеціальний зимовий реліз та шостий мініальбом — Universe. Спочатку реліз мав відбутися 21 грудня, але його перенесли на 26 грудня після смерті партнера по лейблу Джонхьона.

### 2018—2019: Міжнародне визнання та перший японський студійний альбом

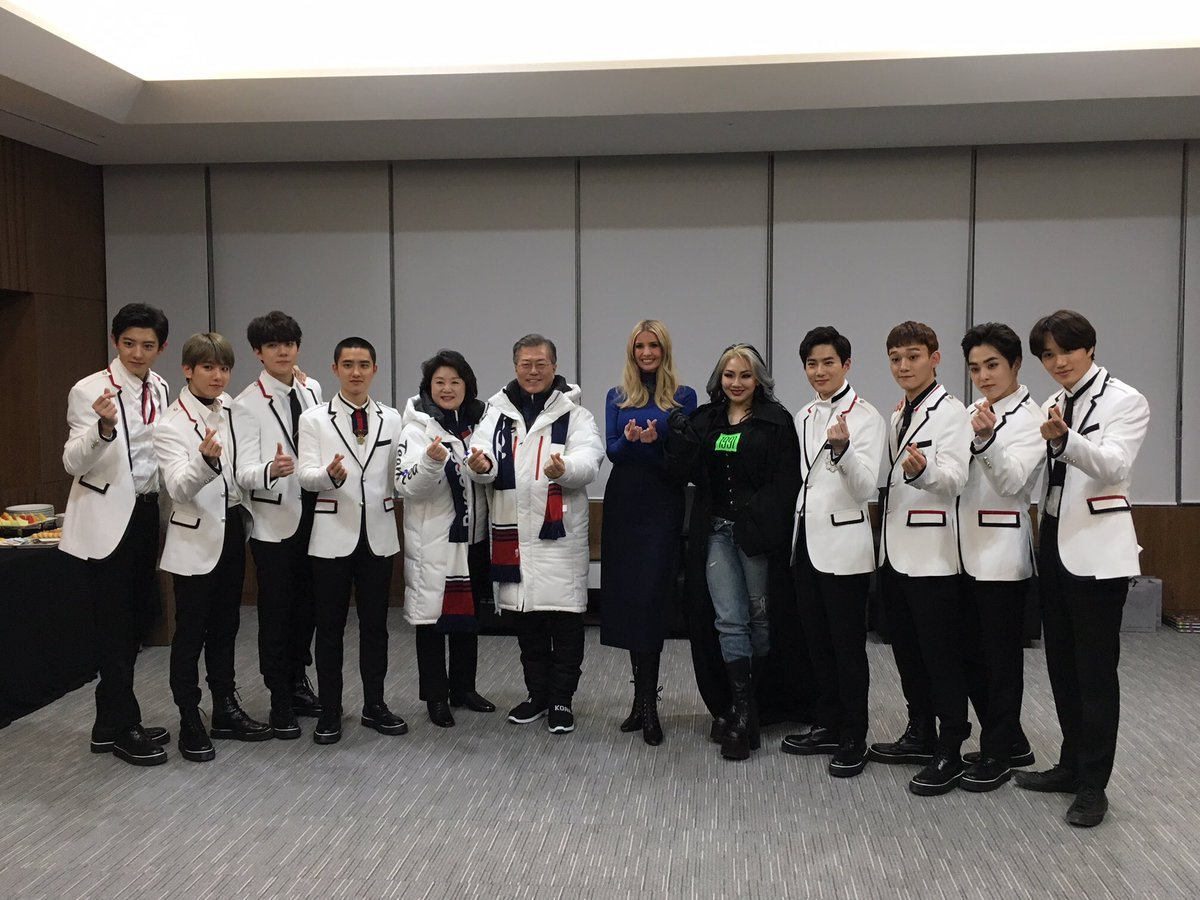
Ехо із президентом Південної Кореї, Іванкою Трамп та співачкою CL на олімпійських іграх у лютому 2018 року.

16 січня 2018 року «Power» стала першою піснею в стилі кпоп, що прозвучала у фонтані Дубай на Бурдж-Халіфа в центрі Дубая; семеро учасників були присутні, щоб побачити перший показ. Початковий хіт-парад пісні продовжили з січня до березня; пісню також повернули з вересня до листопада у тому ж році. 31 січня Exo випустили перший японський студійний альбом — Countdown. Альбом дебютував на першому місці в щотижневому хіт-параді Oricon та розійшовся тиражем у близько 89,000 копій. Це досягнення зробило Exo першим неяпонським гуртом, чиї дебютний сингл і дебютний студійний альбом досягли першого місця в щотижневому чарті Oricon.
25 лютого Exo виступили разом з CL, на церемонії закриття Зимових Олімпійських ігор 2018 року в Пхьончхані, як представники K-pop. 5 лютого Бекхьон заспівав національний гімн на церемонії відкриття генеральної асамблеї Міжнародного олімпійського комітету, й наприкінці 2017 року Exo виступили на офіційному концерті D-100, що відзначає 100 днів до початку Зимових Олімпійських ігор. Виступ привернув велику увагу та похвалу світових ЗМІ. У квітні 2018 року Korean Mint Corporation випустили офіційні пам'ятні медалі для Exo, вшановуючи їхній внесок у глобальне поширення корейської культури. Дев'ять медалей, кожна з яких присвячена одному з учасників гурту, представили на церемонії в Сеулі.
2 листопада 2018 вийшов п'ятий студійний альбом Exo — Don't Mess Up My Tempo. У записі альбому взяли участь усі учасники гурту — це перший реліз гурту з часів Lotto у 2016. Альбом отримав комерційний успіх, продавши тираж 1 179 997 копій до 30 листопада та зробивши Exo «п'ятимільйонниками». З випуском Don't Mess Up My Tempo Ехо стали першими виконавцями, які перевищили 10 мільйонів загальних продажів в Південній Кореї. 13 грудня вийшов Love Shot — перезаписана версія Don't Mess Up My Tempo/ Однойменний головний сингл «Love Shot» став третім синглом номер один в Billboard World Digital Songs та утримував цю позицію три тижні поспіль. У квітні 2019 року Чен став другим учасником Exo, що дебютував як соліст з мініальбомом — April, and a Flower. 10 липня Бекхьон дебютував як соліст, випустивши мініальбом City Lights. У липні Чаньйоль та Сехун дебютували як другий офіційний підрозділ Exo, Exo-SC, та випустили перший мініальбом What a Life. Бекхьон та Кай представляли Exo в супергурті SuperM. Exo розпочали п'ятий хедлайнерський тур — Exo Planet 5 — Exploration з шістьма виступами в Сеулі з 19 по 28 липня, загалом тридцять один концерт. 27 листопада 2019 року вийшов шостий студійний альбом Exo — Obsession.

### 2020—2021: Фокус на соло активностях та спеціальний альбом
У лютому 2020 року компанія оголосила, що Exo віддадуть перевагу сольному просуванню та діяльності підгруп через те, що більшість учасників взяли перерву для проходження обов'язкової військової служби. 30 березня 2020 року Сухо став четвертим учасником, який дебютував як соліст з мініальбомом Self-Portrait. Бекхьон та Кай повернулися до роботи з SuperM для першого студійного альбому — Super One. 30 листопада 2020 року Кай дебютував як соліст, випустивши мініальбом — Kai.
Перед приєднанням Чаньоля та Бекхьона до армії, усі активні учасники таємно записували наступний альбом Exo. 8 квітня 2021 у відео, присвяченому дев'ятій річниці, гурт показав зйомки майбутнього кліпу та анонсував, що готується до випуску альбому в першій половині року, що ознаменує повернення Сюміна та ДіО до гурту. Лей також взяв участь у записі альбому, що було його першим поверненням до роботи з Exo з часів Don't Mess Up My Tempo. 7 червня вийшов сьомий мініальбом гурту, «спеціальний альбом» — Don't Fight the Feeling. 26 липня 2021 року ДіО дебютував як соліст з мініальбомом Empathy.

### 2022-донині: Річниця дебюту, розірвання контракту таExist
8 квітня 2022 року Exo відсвяткували десяту річницю прем'єрою нового сезону реаліті-шоу — Exo's Ladder, випущеного на Wavve, а також спеціальною зустріччю з фанатами 9 квітня — 2022 Debut Anniversary Fan Event на Jamsil Arena, що стало їхнім першим виступом перед живою аудиторією з початку COVID-19. Після завершення контракту з SM Entertainment Лей оголосив про покидання компанії. Також він уточнив, що залишиться учасником Exo. 26 вересня 2022 року Сюмін став сьомим учасником, що дебютував як соліст із мініальбомом — Brand New.
5 січня 2023 року Сухо оголосив, що гурт випустить нові пісні після весни. 8-9 квітня року Exo відсвяткували 11-ту річницю свого дебюту на фан-зустрічі 2023 Exo Fanmeeting 'Exo' Clock у KSPO Dome.
1 червня 2023 року оголосили, що Чен, Бекхьон та Сюмін розірвали свої контракти з SM Entertainment та подали спільний позов проти SM щодо забезпечення доходів. Попри це, SM підтвердили, що гурт продовжить зйомки кліпу, також включивши Кая, незважаючи на його військову службу. У відповідь SM підтвердили, що Чен, Бекхьон та Сюмін шукають шляхи продовжити просування як учасники Exo за результатами судового процесу. 19 червня SM Entertainment та Чен, Бекхьон і Сюмін спільно анонсували, що обидві сторони вирішили суперечку щодо контракту, й учасники вирішили залишитися.
10 липня 2023 вийшов сьомий студійний альбом Exo — Exist. Exist — перший альбом гурту, що просувається у складі семи учасників, оскільки Кай наразі проходить обов'язкову військову службу, а Лей просуває свою соло діяльність у Китаї.

## Учасники
15 травня 2014 року Кріс Ву припинив активності з Exo та Exo-M внаслідок позову, що він подав проти SM Entertainment. Захищати права Кріса у суді мала та ж юридична фірма, яка представляла Хан Гена із Super Junior, зі схожою ситуацією. 10 жовтня 2014 року Лухан також подав позов. 21 липня 2016 року обидва учасники офіційно покинули гурт. Тао взяв офіційну перерву під час промоушену Exodus через травму. 15 серпня 2015 року він подав позов проти SM, й 15 березня 2018 року офіційно покинув Exo.
13 червня 2017 року SM Entertainment оголосили, що Лей не участуватиме в роботі над майбутнім альбомом гурту(The War) через конфлікт графіків з його сольною діяльністю. Лей не повертався до активної участі в Exo до 2021 року, однак, у 2018 році записав партію для китайської версії пісні «Tempo». 26 травня 2021 року повідомили, що Лей повернеться до гурту, щоб взяти участь у їхньому спеціальному альбомі Don't Fight the Feeling. Лей приняв участь у кожній з пісень альбому Don't Fight the Feeling й знявся в однойменному відеокліпі на титульний сингл.
7 травня 2019 року Сюмін став першим учасником, який взяв участь в обов'язковій військовій службі і 6 грудня 2020 року був демобілізований. 1 липня 2019 року на службу вступив ДіО, та завершив її 25 січня 2021. Сухо вступив на службу 14 травня 2020 та завершив її 13 лютого 2022, за ним пішов Чен, який вступив на службу 26 жовтня 2020 року та завершив її 25 квітня 2022 року. Чаньоль був призваний 29 березня 2021 та був звільнений 28 вересня 2022. Бекхьон був призваний 6 травня 2021 та завершив службу 5 лютого 2023. Кай був призваний 11 травня 2023.
| Сценічне ім'я    | Сценічне ім'я | Сценічне ім'я | Справжнє ім'я       | Справжнє ім'я                          | Справжнє ім'я | Справжнє ім'я | Дата народження             | Позиція в гурті                                          | Громадянство   |
| Українською      | Латиницею     | Хангилем      | Українською         | Латиницею                              | Хангилем      | Ханча         | Дата народження             | Позиція в гурті                                          | Громадянство   |
| ---------------- | ------------- | ------------- | ------------------- | -------------------------------------- | ------------- | ------------- | --------------------------- | -------------------------------------------------------- | -------------- |
| Сюмін            | Xiumin        | 시우민        | Кім Мінсок          | Kim Minseok [кор.] Jin Min Shuo [кит.] | 김민석        | 金珉硕        | 26 березня 1990 (35 років)  | Танцюрист, саб-вокаліст, саб-репер, учасник підгрупи CBX | Південна Корея |
| Сухо             | Suho          | 수호          | Кім Чунмьон         | Kim Junmyeon Jin Junmian               | 김준면        | 金俊绵        | 22 травня 1991 (33 роки)    | Лідер, вокаліст                                          | Південна Корея |
| Лей              | Lay           | 레이          | Чжан Ісін           | Zhāng Yìxīng [кит.]                    | -             | 张艺兴        | 7 жовтня 1991 (33 роки)     | Головний танцюрист, вокаліст, саб-репер                  | КНР            |
| Бекхьон          | Baekhyun      | 백현          | Бьон Бекхьон        | Byun Baekhyun Bian Buo Xian            | 변백현        | 卞白贤        | 6 травня 1992 (33 роки)     | Головний вокаліст, учасник підгрупи CBX                  | Південна Корея |
| Чен              | Chen          | 첸            | Кім Джонде (Чонде)  | Kim Jong-dae Jin Zhong Da              | 김종대        | 金鐘大        | 21 вересня 1992 (32 роки)   | Головний вокаліст, учасник підгрупи CBX                  | Південна Корея |
| Чаньйоль         | Chanyeol      | 찬열          | Пак Чаньйоль        | Park Chanyeol Piao Canlie              | 박찬열        | 朴灿烈        | 27 листопада 1992 (32 роки) | Провідний репер, вокаліст                                | Південна Корея |
| Д. О. (ДіО)      | D.O           | 디오          | До Кьонсу           | Do Kyungsoo Du Qingzhu                 | 도경수        | 度庆洙        | 12 січня 1993 (32 роки)     | Головний вокаліст                                        | Південна Корея |
| Кай              | Kai           | 카이          | Кім Чонін           | Kim Jongin Jin Zhongren                | 김종인        | 金钟仁        | 14 січня 1994 (31 рік)      | Головний танцюрист, саб-репер                            | Південна Корея |
| Сехун            | Sehun         | 세훈          | О Сехун             | Oh Sehun Wu Shixun                     | 오세훈        | 吴世勋        | 12 квітня 1994 (31 рік)     | Провідний танцюрист, саб-репер, макне                    | Південна Корея |
| Колишні учасники |               |               |                     |                                        |               |               |                             |                                                          |                |
| Лухан            | Luhan         | 루한          | Лу Хань             | Lu Han                                 | 루한          | 鹿晗          | 20 квітня 1990 (35 років)   | Танцюрист, провідний вокаліст                            | КНР            |
| Кріс             | Kris          | 크리스        | У Іфань (Ву Іфань)  | Wú Yifán                               | -             | 吴亦凡        | 6 листопада 1990 (34 роки)  | Лідер, провідний репер, саб-вокаліст                     | КНР            |
| Тао              | Tao           | 타오          | Хуан Цзитао (Зитао) | Huáng Zitāo                            | -             | 黄子韬        | 2 травня 1993 (32 роки)     | Саб-репер, танцюрист                                     | КНР            |

## Тури та концерти

### Exo from Exoplanet #1— The Lost Planet
Exo from Exoplanet: The Lost Planet — перший концерт-тур EXO, під час якого гурт відвідав концертні майданчики по всій Азії — 2014—2015 роках. Стартував тур концертами 23-25 травня на Олімпійській гімнастичній арені Сеулу. 16 квітня менш ніж за 2 секунди квитки на концерти були продані. Зважаючи на високі продажі квитків, компанія оголосила про додатковий концерт у Сеулі — 23 травня.

### Exo Planet 2— The Exo'luxion
Exo Planet 2 — The Exo'luxion — другий тур Exo. Він розпочався 7 березня 2015 року на Olympic Gymnastics Arena в Сеулі. У січні 2015 року тур офіційно оголосили разом з першими п'ятьма концертами в Південній Кореї. Тур включив 39 концертів по всій Азії та п'ять концертів у Північній Америці.
24 серпня 2015 року учасник Тао подав позов проти SM і припинив свою участь у турі Exo Planet #2 — The Exo'luxion, тому решта дев'ять учасників продовжили просування туру без нього.

## Дискографія
| Корейські та китайські альбоми - XOXO (2013) - Exodus (2015) - Ex'Act (2016) - The War (2017) | Ексклюзивні корейські альбоми - Don't Mess Up My Tempo (2018) - Obsession (2019) - Exist (2023) | Японські альбоми - Countdown (2018) |

## Відеографія
| Дата випуску      | Пісня                                          | Примітки        |
| ----------------- | ---------------------------------------------- | --------------- |
| 29 січня 2012     | What is love                                   | [ 108 ] [ 109 ] |
| 08 березня 2012   | History                                        | [ 110 ] [ 111 ] |
| 07 квітня 2012    | MAMA                                           | [ 112 ] [ 113 ] |
| 30 травня 2013    | Wolf                                           | [ 114 ] [ 115 ] |
| 15 липня 2013     | Wolf (Drama version) (Episode 1)               | [ 116 ] [ 117 ] |
| 30 липня 2013     | Growl                                          | [ 118 ] [ 119 ] |
| 19 серпня 2013    | Growl (2nd Version)                            | [ 120 ] [ 121 ] |
| 03 вересня 2013   | Wolf (Drama version) (Episode 2)               | [ 122 ] [ 123 ] |
| 04 грудня 2013    | Miracles in December                           | [ 124 ] [ 125 ] |
| 6 травня 2014     | Overdose                                       | [ 126 ] [ 127 ] |
| 31 березня 2015   | Call Me Baby                                   | [ 128 ] [ 129 ] |
| 02 червня 2015    | Love Me Right                                  | [ 130 ] [ 131 ] |
| 04 листопада 2015 | Love Me Right ~ romantic universe~             | [ 132 ]         |
| 10 листопада 2015 | STAR WARS Collaboration Project)               | [ 133 ]         |
| 09 грудня 2015    | Sing For You                                   | [ 134 ] [ 135 ] |
| 09 червня 2016    | Lucky One                                      | [ 136 ] [ 137 ] |
| 09 червня 2016    | Monster                                        | [ 138 ] [ 139 ] |
| 17 вересня 2016   | Dancing King (EXO & Yoo Jae Suk collaboration) | [ 140 ]         |
| 31 жовтня 2016    | Hey Mama (EXO-CBX)                             | [ 141 ]         |
| 06 листопада 2016 | The One (EXO-CBX)                              | [ 142 ]         |
| 07 грудня 2016    | Coming Over                                    | [ 143 ]         |
| 19 грудня 2016    | For Life                                       | [ 144 ] [ 145 ] |
| 30 квітня 2017    | Ka-CHING!」MUSIC VIDEO -Short Ver.- (EXO-CBX)  | [ 146 ]         |
| 18 липня 2017     | Ko Ko Bop                                      | [ 147 ] [ 148 ] |
| 05 вересня 2017   | Power                                          | [ 149 ] [ 150 ] |
| 05 грудня 2017    | Electric Kiss -Short Ver.-                     | [ 151 ]         |
| 26 грудня 2017    | Universe                                       | [ 152 ] [ 153 ] |
| 10 квітня 2018    | 花요일 (Blooming Day) (EXO-CBX)                | [ 154 ]         |
| 24 квітня 2018    | Horololo (EXO-CBX)                             | [ 155 ]         |
| 31 серпня 2018    | Young (EXO & Loco collaboration)               | [ 156 ]         |
| 14 вересня 2018   | We Young (Chanyeol & Sehun)                    | [ 157 ]         |
| 02 листопада 2018 | Tempo                                          | [ 158 ] [ 159 ] |
| 13 грудня 2018    | Love shot                                      | [ 160 ]         |
| 07 червня 2021    | Don't fight the feeling                        | [ 161 ]         |